# Garret Hobart
Garret Augustus Hobart (Long Branch, 3 giugno 1844 – Paterson, 21 novembre 1899) è stato un politico statunitense, membro del Partito Repubblicano. Fu vicepresidente sotto il primo mandato di William McKinley dal 1897 al 1899, quando morì a due anni e mezzo dall'incarico.